# Westpac
Westpac (un acrónimo de "Western-Pacific", registrada como Westpac Banking Corporation), es una compañía multinacional de servicios financieros, se convirtió en el banco más grande en Australia (por capitalización bursátil), después de que adquirió al St. George, y al segundo banco más grande de Nueva Zelanda. El banco es uno de los "cuatro grandes" bancos de Australia, uniéndose al National Australia Bank, Australia and New Zealand Banking Group, y el Commonwealth Bank of Australia.
A partir de la fusión con St. George, en diciembre del 2008, el banco tiene 10 millones de clientes, la red de sucursales más grande de Australia con casi 1.200 sucursales y una red de cajeros automáticos de 2.800. El banco es el segundo proveedor más grande de Australia de préstamos para vivienda y el banco es el segundo prestamista de banca comercial más grande de Australia y el segundo banco más grande de Australia por activos.
Westpac fue reconocido por el Dow Jones Sustainability Index, como el banco más sostenible en el mundo durante cinco años consecutivos, hasta que compartió el título con el ANZ en el 2007, y el único galardonado en 2008.